# Estadi Nuevo Colombino

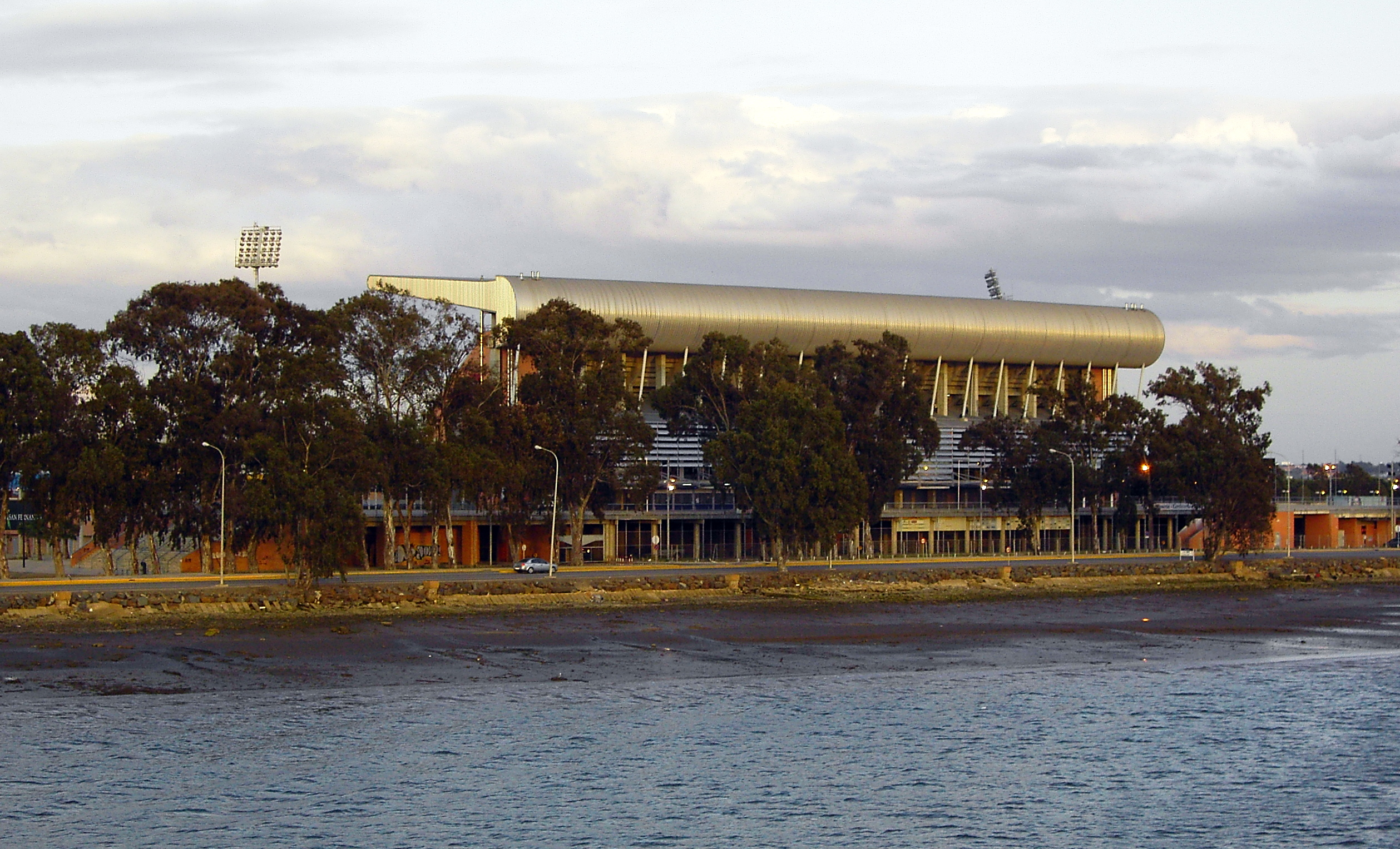
Vista de l'estadi des de la Ria de Huelva

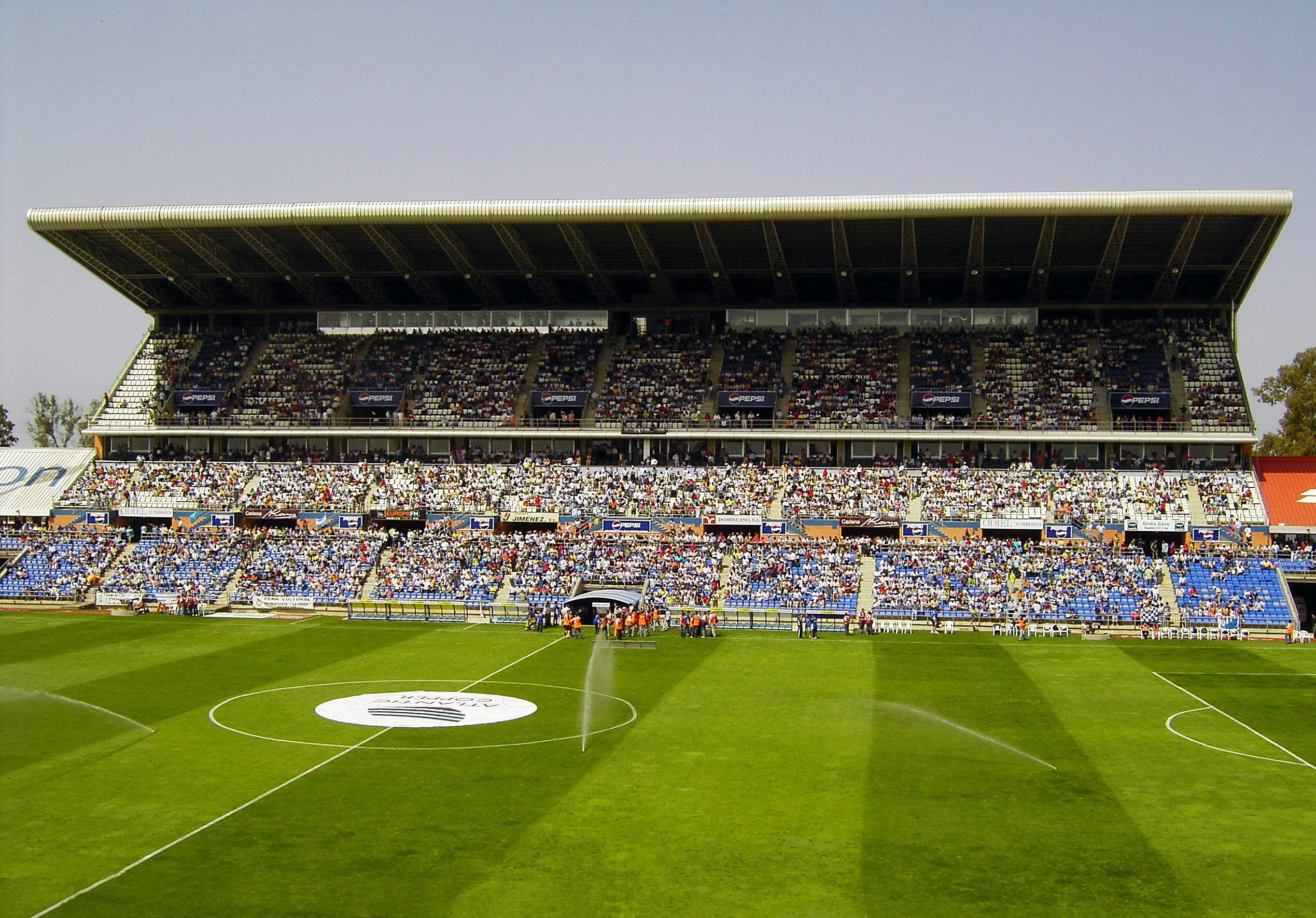
Vista de la tribuna de l'estadi

L'estadi Nuevo Colombino és l'estadi on juga com a local el Recreativo de Huelva. Està situat en el marge de la ria de Huelva, en l'actual "Avinguda del Degà" (anteriorment Avinguda de Francisco Montenegro). Va ser inaugurat oficialment el 8 de novembre de 2001 a un partit entre el Recreativo de Huelva i el Newcastle United anglès.
L'estadi va ser projectat per l'arquitecte de Huelva Joaquín Aramburu amb un pressupost de 14 milions d'euros i a càrrec de l'empresa AZAGRA. Va ser dissenyat per a revitalitzar la zona del port coneguda com a "Barriada de Pescadería" i per a oferir al seu titular, el Recreativo de Huelva, un estadi modern i funcional d'acord amb les expectatives esportives sobre el club. Resulta que aqueixos terrenys van ser els mateixos en els quals es va començar a jugar al futbol en la ciutat allà pel segle xix.
La seua capacitat és de 21.670 espectadors asseguts, incloent així mateix trenta-dues llotges privats i setanta-dues places en cabines de premsa, sala de premsa de 110 metres quadrats, gimnàs de 226 metres quadrats i grans vestidors. Destaca en aquesta construcció la seua tribuna principal, a la qual s'accedeix des de l'exterior a través d'una plaça alta amb vista a la ria i en la qual es troben les taquilles, la tenda oficial i un restaurant. En l'interior aquesta tribuna apareix coberta per un teulat que cobrix tant la part mitjana com l'alta.
El Nuevo Colombino va ser inaugurat oficialment el 8 de novembre de 2001 en un partit entre el Recre i el Newcastle anglès, en el qual l'equip de Huelva va vèncer per tres gols a zero, dos de Pavón i altre de Canterla. Pocs dies després la selecció espanyola va jugar un partit amistós davant la de Mèxic dirigida per Javier Aguirre Onaindía, a la qual va vèncer per un gol a zero, obra de Raúl. El primer partit oficial de lliga es va jugar el dia 6 de gener d'aqueix any (just 71 anys després de l'obertura del primer estadi del Recreativo, el Velódromo).